# La invitación (telenovela)
La invitación es una telenovela chilena escrita por Jorge Díaz, dirigida por Óscar Rodríguez y producida por José Antonio Soto, bajo el núcleo de Ricardo Miranda. Es la adaptación de la telenovela brasileña Os Fantoches, estrenada por Canal 13 el 8 de abril de 1987.

## Argumento
Aníbal Villar (Walter Kliche), un multimillonario empresario, invita a seis personas con sus familias a su hotel de lujo en las Termas de Jahuel con un objetivo oculto: encontrar al responsable del accidente que dejó a su esposa, Consuelo (Claudia Di Girolamo), paralítica. Consuelo, antes alegre y de origen humilde, perdió su futuro tras el trágico suceso. Aníbal está convencido de que entre los seis invitados, que tuvieron relación con su esposa, se esconde el culpable, y no descansará hasta descubrir la verdad y vengar su sufrimiento.
Entre las seis personas se encuentran:
1. Marcos Costa (Alejandro Castillo Tirado) es un médico famoso que contrató a Consuelo como secretaria tras tratarla como paciente.
2. Laura Del Solar (Paulina García) es una millonaria que busca un hombre interesado en ella y no en su dinero. Fue la ama de llaves de Consuelo y cuida de Betty (Araceli Vitta), una huérfana a quien trata como hermana.
3. Gabriela Sánchez (Patricia Guzmán) es una viuda con un oscuro pasado como regenta de un bar, donde empleó a Consuelo como mesera.
4. Renato Vantini (Ignacio Otero) es un millonario industrial que, celoso de su esposa, despidió a Consuelo de su fábrica textil, donde ella trabajaba.
5. Susana Simpson (Peggy Cordero) es una actriz temperamental que despidió a Consuelo de su teatro cuando esta llegó a la capital.
6. Víctor Salinas (Rolando Valenzuela) es un periodista desconfiado que conoció a Consuelo en el bar de Gabriela, investigando un reportaje sobre su pasado. En el hotel, es chantajeado con documentos que podrían perjudicar a su padre.

Las sospechas también recaen en el personal del hotel, entre ellos Irene Vilar (Gloria Münchmeyer), la formal recepcionista y hermana de Aníbal, y Gustavo (Carlos Matamala), el gerente del hotel.
Los invitados no se dan cuenta de que están atrapados hasta que uno intenta irse y descubre que no puede. Aníbal, el dueño del hotel, conoce sus secretos más oscuros y los chantajea a través de Abel (José Soza), su investigador privado. Su sed de venganza lo lleva a manipular a todos sin importar el daño a los inocentes, desatando una compleja trama de suspenso y misterio.

## Reparto
- Walter Kliche como Aníbal Vilar[2]
- Claudia Di Girolamo como Consuelo[2]
- Alejandro Castillo Tirado como Marcos Costa[2]
- Paulina García como Laura Del Solar[2]
- Peggy Cordero como Susana Simpson[2]
- Ignacio Ótero como Renato Vantini[2]
- Patricia Guzmán como Gabriela Sánchez[2]
- Rolando Valenzuela como Víctor Salinas[2]
- Gloria Münchmeyer como Irene Vilar[2]
- Carlos Matamala como Gustavo[2]
- Rebeca Ghigliotto como Ester Del Solar[2]
- Maricarmen Arrigorriaga como Luisa Vantini[2]
- Nelly Meruane como Julieta[2]
- Juan Carlos Bistotto como Bernardo Lynch[2]
- Cora Díaz como Adela[2]
- José Soza como Abel[2]
- Pachi Torreblanca como Margot
- Luis Gnecco como Horacio Pinto[2]
- Magdalena Max-Neef como Ana
- Katty Kowaleczko como Valeria Sánchez
- David Guzmán como César
- María Teresa Fricke como Ofelia
- César Arredondo como Juan
- Emilio García como Narciso
- Aliro Vera como Moyano
- Mauricio Latorre como Leonardo
- Marta Cáceres como Noemí
- Víctor Carrasco como Marcelo
- Renato Münster como Jacinto
- Adriana Vacarezza como Ruth
- Paulina Silva como Margarita
- Jonathan Chernilo como Fernando Costa
- Araceli Vitta como Beatriz Del Solar[3]